# Chasing Cars
Chasing Cars is een voor een Grammy Award genomineerd nummer van de alternatieve-rockgroep Snow Patrol. Het nummer werd in 2005 opgenomen onder leiding van producent Jacknife Lee en is als derde single uitgebracht van het vierde studioalbum Eyes Open. De single kwam in het Verenigd Koninkrijk op 24 juli 2006 en 11 augustus 2006 in Nederland uit.
Chasing Cars is Snow Patrols grootste single tot op heden. Het verkreeg grote populariteit nadat het verscheen in een aflevering van de Amerikaanse televisieserie Grey's Anatomy. 

## Achtergrond
You're like a dog chasing a car. You'll never catch it and you just wouldn't know what to do with it if you did.
Het nummer werd in de tuin van producent Jacknife Lee geschreven door leadzanger Gary Lightbody, dronken van witte wijn. Het is een van de weinige nummers op het album die de liefde op een positieve manier portretteert, waar andere meestal over de negatieve en donkere kanten gaan. Volgens Lightbody maken de regels "If I lay here/If I just lay here/Would you lie with me and just forget the world" duidelijk dat op momenten van liefde, het dan niet uitmaakt waar de rest van de wereld mee bezig is. Lightbody beschreef het nummer verder als "het meest pure en het meest open liefdesliedje ooit geschreven." De uitdrukking "chasing cars" kwam van Lightbody's vader, verwijzend naar een meisje waar Lightbody helemaal wild van was. De zanger noemde het latere geschreven Crack the Shutters, afkomstig van het volgende album A Hundred Million Suns nog puurder dan Chasing Cars. Tijdens een optreden in Nijmegen kondigde Lightbody het nummer aan met de tekst: The following song is a little song I wrote about being lazy.
De tekst "Let's waste time, chasing cars around our heads" kan ook gezien worden als een verduidelijking van "forget the world": 'let's waste time' betekent 'let's put time in the waste bin'; gooi het in de prullenbak. En de volgende verduidelijking "chasing cars around our heads" gaat over 'ons streven naar trivialiteiten'. Dus: "in de prullenbak met tijd die besteed wordt aan onzin". Dat is de wereld gewoon vergeten, het gaat om liefde.

## Promotie
De band speelde het nummer in een aflevering van de Late Night with Conan O'Brien show en was het laatste optreden van de Britse muziekprogramma Top of the Pops. Ook speelde de band het nummer in een aflevering van Saturday Night Live. Daarnaast werd het nummer uitgevoerd tijdens het Live Earth evenement.
Chasing Cars was voor het eerst in een televisieserie te horen tijdens een aflevering van One Tree Hill. Een groter publiek keek naar de slotaflevering van Grey's Anatomy, waarna het nummer zich door de pop- en downloadlijsten duwde. Ter promotie van het derde seizoen, werden enkele scènes uit de tweede seizoen en enkele uit het derde seizoen samengevoegd met de Britse videoclip.

## Populariteit
Chasing Cars viel in de hitlijsten op vanwege haar uithoudingsvermogen. Het is de op twee na langstgenoteerde single in de Single Top 100 met een verblijf van 58 weken. Het is de langstgenoteerde single in de UK Singles Chart met 136 weken, en staat anno 2009 in de iTunes Top 100, hoewel niet achtereenvolgend. Een optreden een maand ervoor op Lowlands zorgde ervoor dat de band bekender werd en droeg bij aan het succes van deze single. Het nummer is ruim honderdduizend keer gedraaid op de Britse radio en is ruim twee miljoen keer gedownload in de Verenigde Staten. Daarnaast is het nummer het meest gedraaide lied op de Britse radio van 2000 tot 2010.

## Videoclip
Er bestaan twee videoclips van het nummer, een Britse versie en een Amerikaanse. In de Britse editie ligt Lightbody op de grond waarbij de camera's hem vanuit verschillende hoeken vastleggen. Als het begint te regenen en er een plas rondom de zanger is ontstaan, staat hij op en zingt de outro terwijl hij naar de camera in de lucht kijkt. In de Amerikaanse versie is Lightbody op verschillende plaatsen liggend te zien. Op een heuvel langs de snelweg, bij een roltrap en in een bed. Op de drukke locaties wordt hij genegeerd en wordt er over hem gestapt.

## Tracklist
Promotie-cd
Verschijningsdatum VK: 06-2006
1. "Chasing Cars" (Radio Edit) - 04:10
2. "Chasing Cars" (Albumversie) - 04:27

Cd-single
1. "Chasing Cars" - 04:28
2. "Play Me Like Your Own Hand - 04:26

Special Dutch Edition - cd-single
Verschijningsdatum: 11-08-2006
1. "Chasing Cars"
2. "You're All I Have" (Live Recorded at BNN Programme "That's Live" on March 8th 2006)
3. "How to be Dead" (Live Recorded at BNN Programme "That's Live" on March 8th 2006)
4. "Chasing Cars" (Live Recorded at BNN Programme "That's Live" on March 8th 2006)

Amerikaanse promotie-cd
1. "Chasing Cars" (Top 40 Edit) - 03:58

Europese cd-maxi
Verschijningsdatum NL: 27-10-2006
1. "Chasing Cars" - 04:28
2. "Play Me Like Your Own Hand - 04:26
3. "It Doesn't Matter Where, Just Drive"- 03:37

Cd-single
Verschijningsdatum NL: 10-11-2006
Verschijningsdatum VK: 24-07-2006
1. "Chasing Cars" - 04:28
2. "It Doesn't Matter Where, Just Drive"- 03:37

7"
Verschijningsdatum NL: 2006
Verschijningsdatum VK: 24-07-2006
1. "Chasing Cars" - 04:28
2. "Play Me Like Your Own Hand - 04:26

## Commerciële prestaties
| Chasing Cars in de Nederlandse Top 40 Binnen: 7 oktober 2006 | Chasing Cars in de Nederlandse Top 40 Binnen: 7 oktober 2006 | Chasing Cars in de Nederlandse Top 40 Binnen: 7 oktober 2006 | Chasing Cars in de Nederlandse Top 40 Binnen: 7 oktober 2006 | Chasing Cars in de Nederlandse Top 40 Binnen: 7 oktober 2006 | Chasing Cars in de Nederlandse Top 40 Binnen: 7 oktober 2006 | Chasing Cars in de Nederlandse Top 40 Binnen: 7 oktober 2006 | Chasing Cars in de Nederlandse Top 40 Binnen: 7 oktober 2006 | Chasing Cars in de Nederlandse Top 40 Binnen: 7 oktober 2006 |
| Week                                                         | 1                                                            | 2                                                            | 3                                                            | 4                                                            | 5                                                            | 6                                                            | 7                                                            |                                                              |
| ------------------------------------------------------------ | ------------------------------------------------------------ | ------------------------------------------------------------ | ------------------------------------------------------------ | ------------------------------------------------------------ | ------------------------------------------------------------ | ------------------------------------------------------------ | ------------------------------------------------------------ | ------------------------------------------------------------ |
| Nummer                                                       | 34                                                           | 33                                                           | 24                                                           | 26                                                           | 29                                                           | 31                                                           | 31                                                           | uit                                                          |

| Chasing Cars in de Single Top 100 Binnen: 26 augustus 2006 | Chasing Cars in de Single Top 100 Binnen: 26 augustus 2006 | Chasing Cars in de Single Top 100 Binnen: 26 augustus 2006 | Chasing Cars in de Single Top 100 Binnen: 26 augustus 2006 | Chasing Cars in de Single Top 100 Binnen: 26 augustus 2006 | Chasing Cars in de Single Top 100 Binnen: 26 augustus 2006 | Chasing Cars in de Single Top 100 Binnen: 26 augustus 2006 | Chasing Cars in de Single Top 100 Binnen: 26 augustus 2006 | Chasing Cars in de Single Top 100 Binnen: 26 augustus 2006 | Chasing Cars in de Single Top 100 Binnen: 26 augustus 2006 | Chasing Cars in de Single Top 100 Binnen: 26 augustus 2006 | Chasing Cars in de Single Top 100 Binnen: 26 augustus 2006 | Chasing Cars in de Single Top 100 Binnen: 26 augustus 2006 | Chasing Cars in de Single Top 100 Binnen: 26 augustus 2006 | Chasing Cars in de Single Top 100 Binnen: 26 augustus 2006 | Chasing Cars in de Single Top 100 Binnen: 26 augustus 2006 | Chasing Cars in de Single Top 100 Binnen: 26 augustus 2006 | Chasing Cars in de Single Top 100 Binnen: 26 augustus 2006 | Chasing Cars in de Single Top 100 Binnen: 26 augustus 2006 | Chasing Cars in de Single Top 100 Binnen: 26 augustus 2006 | Chasing Cars in de Single Top 100 Binnen: 26 augustus 2006 |
| Week                                                       | 1                                                          | 2                                                          | 3                                                          | 4                                                          | 5                                                          | 6                                                          | 7                                                          | 8                                                          | 9                                                          | 10                                                         | 11                                                         | 12                                                         | 13                                                         | 14                                                         | 15                                                         | 16                                                         | 17                                                         | 18                                                         | 19                                                         | 20                                                         |
| ---------------------------------------------------------- | ---------------------------------------------------------- | ---------------------------------------------------------- | ---------------------------------------------------------- | ---------------------------------------------------------- | ---------------------------------------------------------- | ---------------------------------------------------------- | ---------------------------------------------------------- | ---------------------------------------------------------- | ---------------------------------------------------------- | ---------------------------------------------------------- | ---------------------------------------------------------- | ---------------------------------------------------------- | ---------------------------------------------------------- | ---------------------------------------------------------- | ---------------------------------------------------------- | ---------------------------------------------------------- | ---------------------------------------------------------- | ---------------------------------------------------------- | ---------------------------------------------------------- | ---------------------------------------------------------- |
| Nummer                                                     | 80                                                         | 59                                                         | 69                                                         | 42                                                         | 54                                                         | 50                                                         | 46                                                         | 21                                                         | 34                                                         | 38                                                         | 37                                                         | 39                                                         | 49                                                         | 53                                                         | 63                                                         | 49                                                         | 57                                                         | 41                                                         | 32                                                         | 30                                                         |
| Week                                                       | 21                                                         | 22                                                         | 23                                                         | 24                                                         | 25                                                         | 26                                                         | 27                                                         | 28                                                         | 29                                                         | 30                                                         | 31                                                         | 32                                                         | 33                                                         | 34                                                         | 35                                                         | 36                                                         | 37                                                         | 38                                                         | 39                                                         | 40                                                         |
| Nummer                                                     | 28                                                         | 21                                                         | 37                                                         | 42                                                         | 58                                                         | 60                                                         | 50                                                         | 65                                                         | 54                                                         | 55                                                         | 53                                                         | 39                                                         | 60                                                         | 49                                                         | 52                                                         | 49                                                         | 59                                                         | 58                                                         | 47                                                         | 61                                                         |
| Week                                                       | 41                                                         | 42                                                         | 43                                                         | 44                                                         | 45                                                         | 46                                                         | 47                                                         | 48                                                         | 49                                                         | 50                                                         | 51                                                         | 52                                                         | 53                                                         | 54                                                         | 55                                                         | 56                                                         | 57                                                         | 58                                                         | uit                                                        |                                                            |
| Nummer                                                     | 54                                                         | 39                                                         | 52                                                         | 49                                                         | 53                                                         | 69                                                         | 52                                                         | 35                                                         | 58                                                         | 36                                                         | 29                                                         | 34                                                         | 49                                                         | 72                                                         | 56                                                         | 58                                                         | 66                                                         | 79                                                         | uit                                                        |                                                            |

| Chasing Cars in de Ultratop 50 Binnen: 30 september 2006 | Chasing Cars in de Ultratop 50 Binnen: 30 september 2006 | Chasing Cars in de Ultratop 50 Binnen: 30 september 2006 | Chasing Cars in de Ultratop 50 Binnen: 30 september 2006 | Chasing Cars in de Ultratop 50 Binnen: 30 september 2006 | Chasing Cars in de Ultratop 50 Binnen: 30 september 2006 | Chasing Cars in de Ultratop 50 Binnen: 30 september 2006 | Chasing Cars in de Ultratop 50 Binnen: 30 september 2006 | Chasing Cars in de Ultratop 50 Binnen: 30 september 2006 | Chasing Cars in de Ultratop 50 Binnen: 30 september 2006 | Chasing Cars in de Ultratop 50 Binnen: 30 september 2006 | Chasing Cars in de Ultratop 50 Binnen: 30 september 2006 | Chasing Cars in de Ultratop 50 Binnen: 30 september 2006 | Chasing Cars in de Ultratop 50 Binnen: 30 september 2006 | Chasing Cars in de Ultratop 50 Binnen: 30 september 2006 | Chasing Cars in de Ultratop 50 Binnen: 30 september 2006 | Chasing Cars in de Ultratop 50 Binnen: 30 september 2006 | Chasing Cars in de Ultratop 50 Binnen: 30 september 2006 | Chasing Cars in de Ultratop 50 Binnen: 30 september 2006 | Chasing Cars in de Ultratop 50 Binnen: 30 september 2006 | Chasing Cars in de Ultratop 50 Binnen: 30 september 2006 |
| Week                                                     | 1                                                        | 2                                                        | 3                                                        | 4                                                        | 5                                                        | 6                                                        | 7                                                        | 8                                                        | 9                                                        | 10                                                       | 11                                                       | 12                                                       | 13                                                       | 14                                                       | 15                                                       | 16                                                       | 17                                                       | 18                                                       | 19                                                       | 20                                                       |
| -------------------------------------------------------- | -------------------------------------------------------- | -------------------------------------------------------- | -------------------------------------------------------- | -------------------------------------------------------- | -------------------------------------------------------- | -------------------------------------------------------- | -------------------------------------------------------- | -------------------------------------------------------- | -------------------------------------------------------- | -------------------------------------------------------- | -------------------------------------------------------- | -------------------------------------------------------- | -------------------------------------------------------- | -------------------------------------------------------- | -------------------------------------------------------- | -------------------------------------------------------- | -------------------------------------------------------- | -------------------------------------------------------- | -------------------------------------------------------- | -------------------------------------------------------- |
| Nummer                                                   | 45                                                       | 46                                                       | 35                                                       | 21                                                       | 17                                                       | 18                                                       | 24                                                       | 17                                                       | 11                                                       | 7                                                        | 3                                                        | 3                                                        | 3                                                        | 4                                                        | 4                                                        | 4                                                        | 4                                                        | 5                                                        | 6                                                        | 6                                                        |
| Week                                                     | 21                                                       | 22                                                       | 23                                                       | 24                                                       | 25                                                       | 26                                                       | 27                                                       | 28                                                       | 29                                                       | 30                                                       | 31                                                       | uit                                                      | 32                                                       | 33                                                       | uit                                                      | 34                                                       | uit                                                      |                                                          |                                                          |                                                          |
| Nummer                                                   | 6                                                        | 9                                                        | 12                                                       | 13                                                       | 16                                                       | 24                                                       | 34                                                       | 33                                                       | 32                                                       | 34                                                       | 39                                                       | uit                                                      | 43                                                       | 48                                                       | uit                                                      | 50                                                       | uit                                                      |                                                          |                                                          |                                                          |

| Nummer met noteringen in de NPO Radio 2 Top 2000 | '09 | '10 | '11 | '12 | '13 | '14 | '15 | '16 | '17 | '18 | '19 | '20 | '21 | '22 | '23 | '24 |
| ------------------------------------------------ | --- | --- | --- | --- | --- | --- | --- | --- | --- | --- | --- | --- | --- | --- | --- | --- |
| Chasing Cars                                     | 342 | 90  | 49  | 63  | 56  | 80  | 93  | 76  | 78  | 95  | 102 | 94  | 98  | 103 | 107 | 107 |

| Lijst                                | Piek | Bron  |
| ------------------------------------ | ---- | ----- |
| US Billboard Hot Adult Top 40 Tracks | 1    | [ 3 ] |
| U.S. Billboard Hot 100               | 5    | [ 3 ] |
| U.S. Billboard Modern Rock Tracks    | 5    | [ 3 ] |
| U.S. Billboard Pop 100               | 6    | [ 3 ] |
| Eurochart Hot 100                    | 10   | [ 3 ] |
| Australische ARIA Singles Chart      | 53   | [ 4 ] |
| Oostenrijkse Singles Chart           | 2    | [ 4 ] |
| Vlaamse Ultratop 50                  | 3    | [ 4 ] |
| Tsjechische IFPI Chart               | 3    |       |
| Nederlandse Single Top 100           | 21   | [ 4 ] |
| Franse Singles Chart                 | 57   | [ 4 ] |
| Duitse Musikmarkt Top 100            | 8    |       |
| Ierse Singles Chart                  | 6    |       |
| Nieuw-Zeese Top 40                   | 3    | [ 4 ] |
| Singaporese Top 20                   | 1    |       |
| Slowaakse IFPI Chart                 | 59   |       |
| Zweedse Singles Chart                | 40   | [ 4 ] |
| Zwitserse Single Chart               | 4    | [ 4 ] |
| Britse UK Singles Chart              | 6    |       |

## Medewerkers
Snow Patrol
- Gary Lightbody: vocalen, gitaar, achtergrondzang
- Nathan Connolly: gitaar, achtergrondzang
- Paul Wilson: basgitaar
- Jonny Quinn: drums
- Tom Simpson: keyboards

Productie
- Songtekst: Gary Lightbody
- Muziek: Gary Lightbody, Nathan Connolly, Paul Wilson, Tom Simpson, Jonny Quinn
- Keyboards: Jacknife Lee
- Producent: Jacknife Lee
- Programmeur: Jacknife Lee
- Mixer: Cenzo Townshend, Owen Skinner
- Engineer: Tom McFall, Sam Bell, Simon Wakeling, Stefano Soffia
- Snaararrangement: James Banbury
  - Cello: Adrian Bradbury, Caroline Dale, Caroline Dearnley, Zoe Martlew
  - Contrabas: Ben Russell, Leon Bosch
  - Snaaropname: Steve Pryce
  - Snaarcontractor: Hilary Skewes
  - Altviool: Matthew Souter , Maxine Moore , Timothy Grant , William Hawkes
  - Viool: Janice Graham, Mia Cooper, Paul Willey, Rebecca Irsch, Ursula Gough, Warren Zielinski, Beatrix Lovejoy, Charles Sewart, Karin Leishman, Maya Magub, Pauline Lowbury, Steve Morris
- Artwork: Mat Maitland